# Anarti
Anarti (auch Paagussat; nach alter Rechtschreibung Anarte „einer, der seine Notdurft verrichtet(?)“ bzw. Pâgússat „die Festgepflöckten“) ist eine grönländische Insel im Distrikt Upernavik in der Avannaata Kommunia.

## Geografie
Anarti liegt zwischen Tasiusaq im Osten, Illunnguit im Südwesten und Uigorlersuaq im Norden. Die Insel hat eine Höhe von 200 m.

## Archäologische Spuren
Am Kap Paagussat auf der Ostseite der Insel wurden nicht genauer untersuchte Spuren früherer Besiedelung gefunden.